# Kauhajoki
Kauhajoki es una localidad de Ostrobotnia del Sur.
Es conocida por haber albergado el Parlamento de Finlandia durante la Guerra de Invierno que libraron la Unión Soviética y Finlandia. Asimismo, en 2008 se produjo en la localidad la masacre del instituto profesional de Kauhajoki, que se saldó con once muertos.